# Cublize
Cublize est une commune française située dans le département du Rhône, en région Auvergne-Rhône-Alpes.

## Géographie
La commune est située dans la région naturelle du Haut-Beaujolais. Elle est traversée par le Reins, un affluent de la Loire qui alime le lac des Sapins.

### Climat
Pour des articles plus généraux, voir Climat d'Auvergne-Rhône-Alpes et Climat du Rhône.
En 2010, le climat de la commune est de type climat océanique dégradé des plaines du Centre et du Nord, selon une étude du Centre national de la recherche scientifique s'appuyant sur une série de données couvrant la période 1971-2000. En 2020, Météo-France publie une typologie des climats de la France métropolitaine dans laquelle la commune est exposée à un climat de montagne ou de marges de montagne et est dans la région climatique  Nord-est du Massif Central, caractérisée par une pluviométrie annuelle de 800 à 1 200 mm, bien répartie dans l’année. 
Pour la période 1971-2000, la température annuelle moyenne est de 10,3 °C, avec une amplitude thermique annuelle de 16,5 °C. Le cumul annuel moyen de précipitations est de 942 mm, avec 11,2 jours de précipitations en janvier et 7,6 jours en juillet. Pour la période 1991-2020, la température moyenne annuelle observée sur la station météorologique de Météo-France la plus proche, « Les Sauvages », sur la commune des Sauvages à 10 km à vol d'oiseau, est de 9,7 °C et le cumul annuel moyen de précipitations est de 941,6 mm,. Pour l'avenir, les paramètres climatiques de la commune estimés pour 2050 selon différents scénarios d'émission de gaz à effet de serre sont consultables sur un site dédié publié par Météo-France en novembre 2022.

## Urbanisme

### Typologie
Au 1er janvier 2024, Cublize est catégorisée bourg rural, selon la nouvelle grille communale de densité à sept niveaux définie par l'Insee en 2022.
Elle est située hors unité urbaine et hors attraction des villes,.

### Occupation des sols
L'occupation des sols de la commune, telle qu'elle ressort de la base de données européenne d’occupation biophysique des sols Corine Land Cover (CLC), est marquée par l'importance des territoires agricoles (61,5 % en 2018), en diminution par rapport à 1990 (64,7 %). La répartition détaillée en 2018 est la suivante : 
prairies (45,7 %), forêts (30,6 %), zones agricoles hétérogènes (13,5 %), zones urbanisées (4,5 %), terres arables (2,3 %), espaces verts artificialisés, non agricoles (1,7 %), eaux continentales (1,7 %). L'évolution de l’occupation des sols de la commune et de ses infrastructures peut être observée sur les différentes représentations cartographiques du territoire : la carte de Cassini (XVIIIe siècle), la carte d'état-major (1820-1866) et les cartes ou photos aériennes de l'IGN pour la période actuelle (1950 à aujourd'hui).

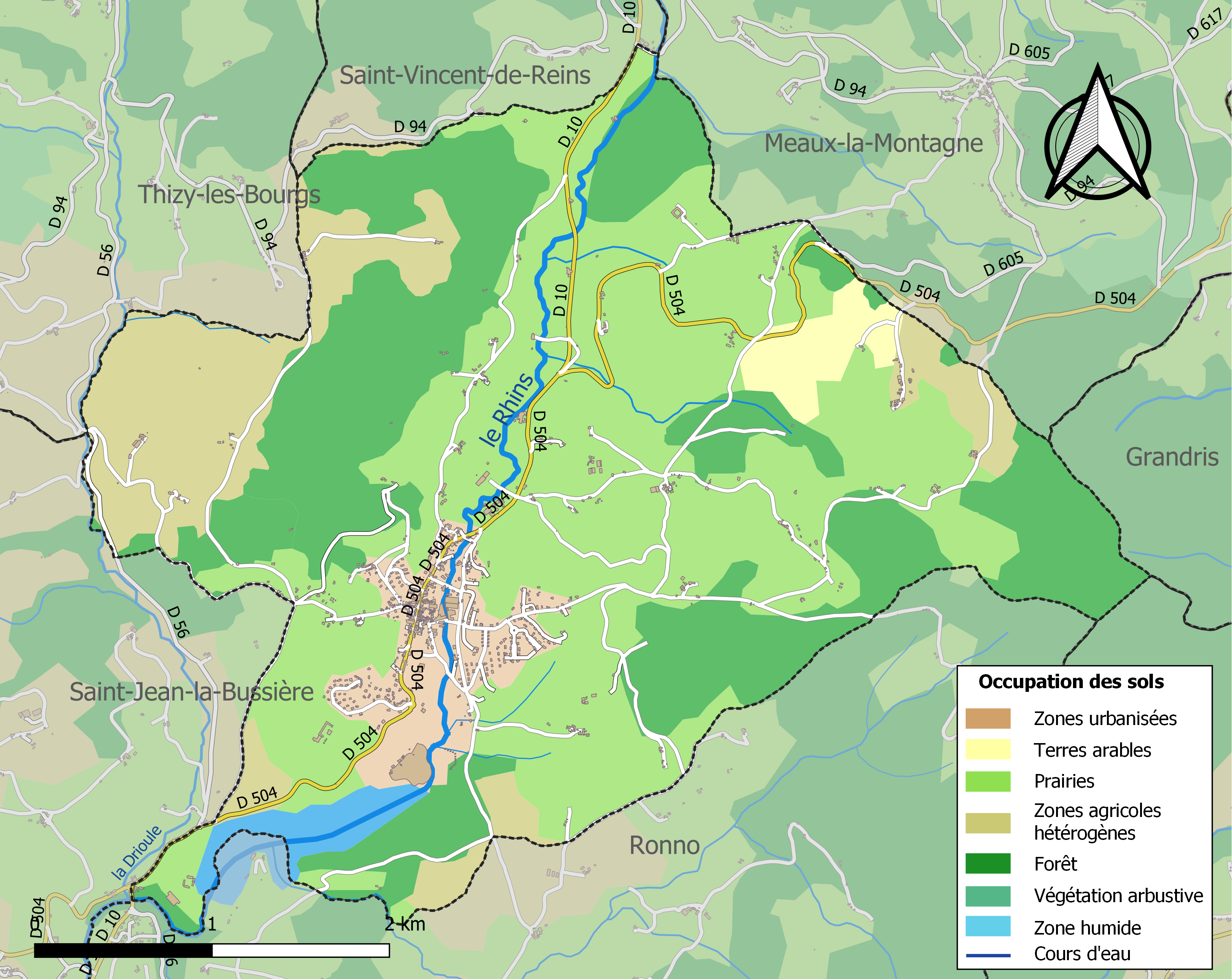
Carte des infrastructures et de l'occupation des sols de la commune en 2018 (CLC).

## Histoire

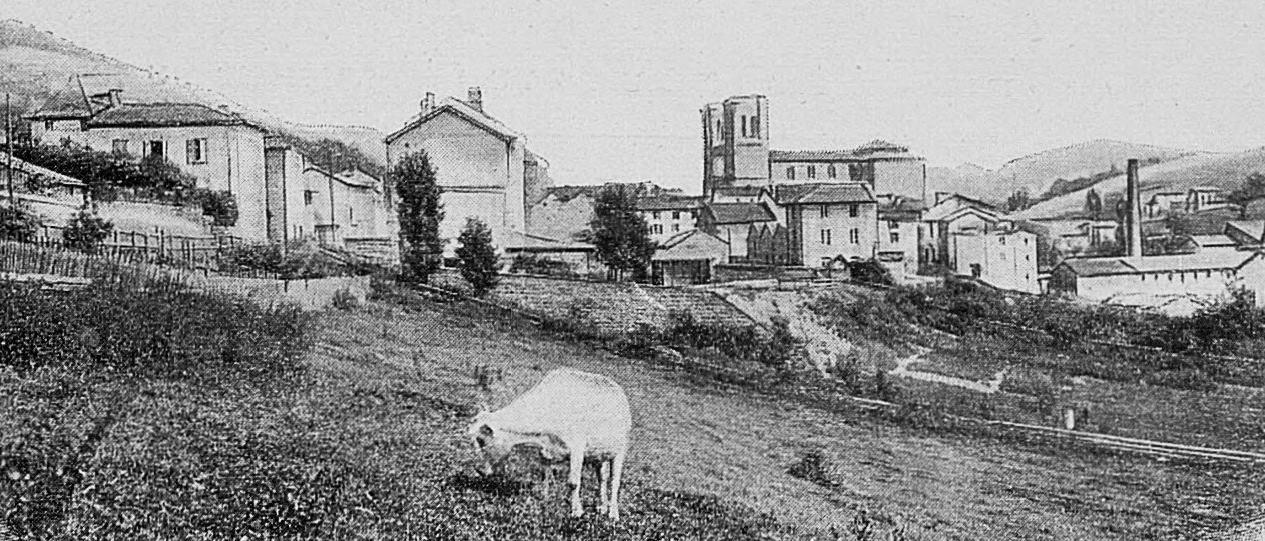
Vue du Bourg au début du XXe siècle.

Aucune trace d'occupation n'est attestée pendant la période romaine, tant au niveau archéologique que bibliographique.
- Gare de Cublize du chemin de fer de Amplepluis à Saint Vincent de Reins

| 25/02/1899 | Déclaration d'utilité publique |     |
| 01/11/1907 | Ouverture à tous trafics       | ASV |
| 31/12/1935 | Fermeture à tous trafics       |     |
| 22/03/1939 | Déclassement                   |     |

## Politique et administration

### Administration municipale
| Période                                  | Période  | Identité        | Étiquette | Qualité |
| ---------------------------------------- | -------- | --------------- | --------- | ------- |
| 1979                                     | 2014     | Daniel Barberet | SE        |         |
| 2014                                     | en cours | Olivier Maire   | SE        |         |
| Les données manquantes sont à compléter. |          |                 |           |         |

### Politique de développement durable
La commune a engagé une politique de développement durable en lançant une démarche d'Agenda 21.

### Intercommunalité
La commune fait partie de la communauté d'agglomération de l'Ouest Rhodanien.

## Population et société

### Démographie
L'évolution du nombre d'habitants est connue à travers les recensements de la population effectués dans la commune depuis 1793. Pour les communes de moins de 10 000 habitants, une enquête de recensement portant sur toute la population est réalisée tous les cinq ans, les populations de référence des années intermédiaires étant quant à elles estimées par interpolation ou extrapolation. Pour la commune, le premier recensement exhaustif entrant dans le cadre du nouveau dispositif a été réalisé en 2006.

En 2022, la commune comptait 1 357 habitants, en évolution de +7,02 % par rapport à 2016 (Rhône : +3,93 %, France hors Mayotte : +2,11 %).
| 1793  | 1800  | 1806  | 1821  | 1831  | 1836  | 1841  | 1846  | 1851  |
| ----- | ----- | ----- | ----- | ----- | ----- | ----- | ----- | ----- |
| 1 820 | 1 320 | 1 557 | 1 791 | 2 000 | 3 060 | 3 040 | 2 714 | 2 504 |

| 1856  | 1861  | 1866  | 1872  | 1876  | 1881  | 1886  | 1891  | 1896  |
| ----- | ----- | ----- | ----- | ----- | ----- | ----- | ----- | ----- |
| 2 342 | 2 248 | 2 205 | 2 125 | 2 223 | 1 974 | 1 999 | 1 918 | 2 018 |

| 1901  | 1906  | 1911  | 1921  | 1926  | 1931  | 1936  | 1946  | 1954  |
| ----- | ----- | ----- | ----- | ----- | ----- | ----- | ----- | ----- |
| 2 040 | 1 889 | 1 699 | 1 429 | 1 408 | 1 339 | 1 243 | 1 083 | 1 143 |

| 1962  | 1968  | 1975 | 1982 | 1990 | 1999  | 2006  | 2011  | 2016  |
| ----- | ----- | ---- | ---- | ---- | ----- | ----- | ----- | ----- |
| 1 108 | 1 021 | 928  | 948  | 984  | 1 047 | 1 184 | 1 255 | 1 268 |

| 2021  | 2022  | - | - | - | - | - | - | - |
| ----- | ----- | - | - | - | - | - | - | - |
| 1 327 | 1 357 | - | - | - | - | - | - | - |

### Enseignement
Il y a à Cublize plusieurs écoles :
- une école maternelle-primaire publique : « Les prés verts » ;
- une école maternelle-primaire privée : « Saint Joseph des boutons d'Or ».

### Manifestations culturelles et festivités

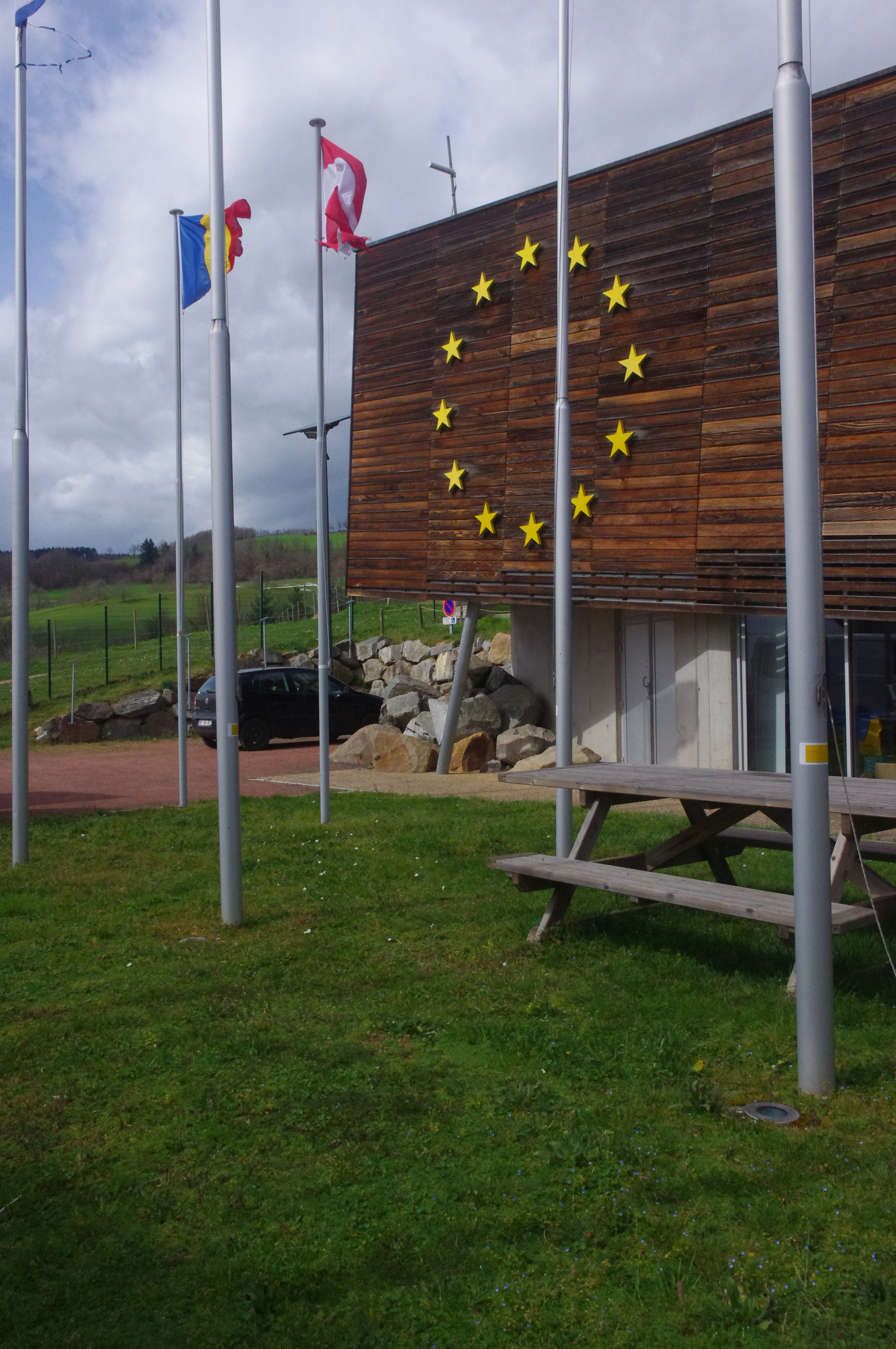
Maison de l'Europe, où se tient chaque année depuis 2006 le festival de Bandes Dessinées Les Bulles dans le lac.

Le festival de bandes dessinées  Bulles dans le lac en Mars se tient à la Maison de l 'Europe, sur les berges du Lac des sapins. Annulé en 2020, pour cause d'épidémie de Covid 19, il a été reporté en Novembre en 2021. Il accueille chaque années une vingtaine de dessinateurs et de scénaristes. En 2023, les enfants du Conseil Municipal des Jeunes de la commune limitrophe de Saint-Vincent-de-Reins y exposent des planches de leur cru sur le thème de l'eau.

### Santé
Quelque médecin venant d'Amplepuis.

### Sports
Salle des sports. Équipe de basket, Phuong Long Vo Dao...

### Cadre de vie
Calme, Campagne.

### Environnement
Lac des Sapins, Prés, Forêts...

## Lieux et monuments

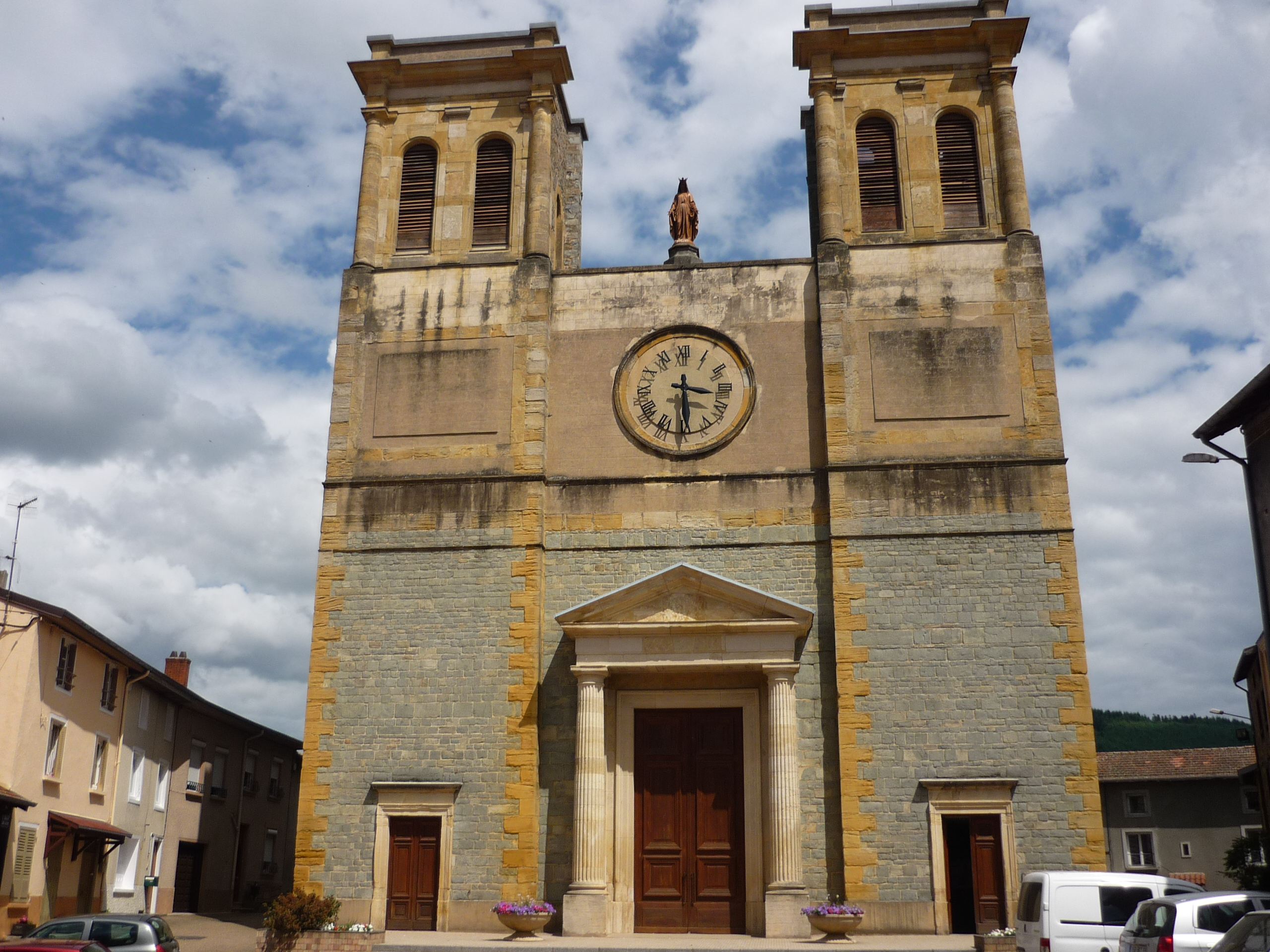
Église.

- Eglise Saint Martin: l'église actuelle a été inaugurée en 1848, elle a été construite en lieu et place de l'ancienne église fondée en 900.
- Le lac des Sapins est un lac artificiel pourvu d'un site aménagé pour le tourisme et les loisirs.
- Le monument aux morts[23], situé au carrefour de la rue Mozart et de la Grand Rue, se présente comme une colonne quadrangulaire en calcaire de Villebois-Montalieu couronnée d'un buste de poilu casqué (cf même buste que le monument de Meaux la Montagne), serrant dans sa main une grenade.